# Escaphiella nye
Espèce
Escaphiella nye est une espèce d'araignées aranéomorphes de la famille des Oonopidae.

## Distribution
Cette espèce est endémique des États-Unis. Elle se rencontre au Nevada dans le comté de Nye et en Californie dans le comté d'Inyo.

## Description
Le mâle holotype mesure 1,22 mm.

## Étymologie
Cette espèce est nommée en référence au lieu de sa découverte, le comté de Nye.

## Publication originale
- Platnick & Dupérré, 2009 : The American goblin spiders of the new genus Escaphiella (Araneae, Oonopidae). Bulletin of the American Museum of Natural History, no 328, p. 1-151 (texte intégral).